# Испергенов, Куандык Хайдарович
Куандык Хайдарович Испергенов (каз. Қуандық Хайдарұлы Испергенов; 8 июля 1970 года, село Аккарга, Житикаринский район, Костанайская область, КазССР) — казахстанский политик, аким города Рудный (2020—2023).

## Биография
Куандык Испергенов родился в ауле Аккарга, Житикаринский район, Костанайская область. В 1996 году окончил Рудненский индустриальный институт со специальностью «инженер-строитель». 
Призер Чемпионата Мира 1994 года по карате-до в США
Обладатель черного пояса по карате 3 дан
Является МСМК по карате-до
В годах 1996—1997 работал главным специалистом городского управления по координации деятельности объектов народного хозяйства.
В 1997—1998 годах был начальником родного Житикаринского районного узла почтовой связи.
В 1998—1999 работал как заместитель акима того же района.
Между 1999—2002 годами был коммерческим директором в ГККП «Житикаринский политехнический колледж». В 2002 году окончил учёбу в Костанайской социальной академии со специальностью «юрист».
2002—2008 годах был заместителем акима Житикаринского района, курировал районные отделы строительства, архитектуры и градостроительства, жилищно-коммунального хозяйства, пассажирского транспорта и автомобильных дорог, сельского хозяйства, земельных отношений, работу комиссии по чрезвычайным ситуациям.
2008—2013 гг. — аким Житикаринского района Костанайской области. Во время своей должности акимом был награждён в 2005-м году медалью «10 лет Конституции Республики Казахстан» и в 2009-м году орденом Курмет.
В 2014 году недолго был руководителем Управления архитектуры и градостроительства акимата Костанайской области.
2014—2017 гг. — аким Буландынского района Акмолинской области. Во время своей работы акимом в 2015 году наградился «20 лет Конституции РК» и в 2016 году был награждён орденом Парасат и медалью «25 лет Независимости Республики Казахстан».
В 2017—2020 года являлся акимом Тарановского района Костанайской области.
5 октября 2020 года распоряжением акима Костанайской области был назначен акимом города Рудный.

## Государственные награды

### Ордена
- «Курмет» (2009);
- «Парасат» (2016).

### Юбилейные медали
- «10 лет Конституции Республики Казахстан» (2005);
- «20 лет Независимости Республики Казахстан» (2011);
- «20 лет Конституции Республики Казахстан» (2015);
- «25 лет Независимости Республики Казахстан» (2016)[3].